# Johann Gottlieb von Brodowsky
Johann Gottlieb von Brodowsky (* 24. Dezember 1746 in Elbing; † 18. Februar 1811 in Warschau) war polnischer Oberst und zuletzt königlich preußischer Generalmajor und Platzmajor in Warschau.

## Herkunft
Sein Vater war der polnische Major und Generaladjutant Samuel von Brodowsky († 2. Juni 1767) und dessen Ehefrau Christine Beate von Coudyn aus Schweden. Sein Bruder Johann Friedrich von  Brodowsky war polnischer Generalmajor und Erbherr auf Klein Lissen.

## Leben
Er kam am 1. Juni 1764 als Gefreitenkorporal in das Infanterie-Regiment Nr. 4. Dort wurde er am 12. Juli 1767 Portepeefähnrich und am 4. Juli 1769 wirklicher Fähnrich. Am 29. September 1772 wurde er Seconde-Lieutenant und kam dann am 4. Juli 1773 als Adjutant in das Grenadier-Bataillon Herzberg, das aus den Grenadier-Kompanien der Regimenter Nr. 4 und Nr. 14 bestand. Am 15. April 1778 kam er als Generaladjutant zu General Friedrich von Pelkowsky, kurz danach wurde er am 24. April 1778 Premier-Lieutenant. Als solcher nahm er auch am Bayerischen Erbfolgekrieg teil. Am 2. Januar 1779 erhielt er seine Demission, um in polnische Dienste zu gehen. Dort kam er als Oberst in die Krongarde. Nach der Polnischen Teilung wechselte er am 26. Dezember 1795 in preußische Dienste zurück. Er wurde als Oberst übernommen und zum Platzmajor in Warschau ernannt; dafür erhielt er ein Gehalt von 1200 Talern. Nach dem verlorenen Vierten Koalitionskrieg erhielt er am 8. September 1809 seine Demission und starb am 18. Februar 1811 in Warschau.

## Familie
Er heiratete Marianne Adelheid Müller Tochter des Rats Johann Wilhelm Müller. Das Paar hatte mehrere Kinder:
- Johann Heinrich (* 8. Dezember 1787), Kornett im Kürassier-Regiment Nr. 4
- Karl Friedrich August (* 18. April 1789), Hauptmann der 1. Ingenieurinspektion
- Ludwig Otto Ferdinand (* 29. Dezember 1792), Landschaftsrat auf Piary-Bilczen
- Alexander Ernst Georg (* 20. Februar 1794: † 29. Oktober 1865), Herr auf Geyersdorf (Kreis Fraustadt), Generallandschaftsdirektor von Posen